# Adolphe de Nassau
Pour les articles homonymes, voir Adolphe de Nassau (homonymie).
Adolphe, né avant 1250 et mort le 2 juillet 1298 à Göllheim, est roi de Germanie régnant de 1292 à 1298. Issu de la maison de Nassau, il est comte de Nassau-Wiesbaden-Idstein avant d'être élu roi des Romains en 1292, succédant à Rodolphe de Habsbourg. Adolphe est le premier souverain sain, physiquement et mentalement, du Saint-Empire romain qui a été destitué par les princes-électeurs sans faire appel à un anathème du pape. Il meurt dans la lutte contre l'antiroi Albert de Habsbourg.

## Biographie
Deuxième fils du comte Valéran II de Nassau († 1276) et de son épouse Adélaïde de Katzenelnbogen, Adolphe a hérité de son père les seigneuries de Wiesbaden et Idstein s'étendant au sud de la Lahn. Valéran avait occupé le poste de conseiller et maréchal de la cour auprès le roi Rodolphe Ier de Habsbourg. Adolphe lui-même passe de longues périodes dans l'entourage du souverain. En 1287, il est nommé burgrave au château Gutenfels, un fief des comtes palatins du Rhin. Par son épouse Imagine d'Isembourg-Limbourg, il a des liens de parenté avec Siegfried II de Westerburg, archevêque de Cologne.
Adolphe de Nassau accède à la dignité impériale malgré l'engagement de Rodolphe Ier de Habsbourg, qui souhaitait voir se perpétuer sa lignée sur le trône du Saint-Empire. Les princes-électeurs, notamment le roi Venceslas II de Bohême (fils d'Ottokar II) et les archevêques rhénans, se sont opposés à l’élection de son fils le duc Albert d'Autriche ; seul le comte palatin Louis le Sévère a promis de voter pour Albert. Après la mort de Rodolphe en 1291, Adolphe de Nassau, soutenu par Venceslas II de Bohême et les princes-archevêques de Cologne et de Mayence, Siegfried de Westerburg et Gerhard II d'Eppstein, est élu nouveau roi des Romains le 5 mai 1292.
Le comte Adolphe n'est alors guère connu. Il se fait couronner à Aix-la-Chapelle le 24 juin. Avant et après, il doit faire des concessions et d'énormes promesses. Il convient, en particulier, d'habiliter l'archevêque Siegfried de Westerburg à dominer les villes impériales de Mühlhausen et Nordhausen en Thuringe. Il promet également de priver les Habsbourg des duchés d'Autriche et de Styrie, précédemment récupérés sur feu Ottokar II de Bohème, pour les retourner à son fils le roi Venceslas II. De surcroît, l'archevêque Siegfried espère qu'un renversement sera effectué en ce qui concerne les conséquences de la bataille de Worringen en 1288, afin de récupérer le contrôle de la ville de Cologne.
Adolphe estima inutile d'honorer ses engagements. Bien au contraire, il soutint l'aspiration des citoyens de Cologne à l'autonomie, et il confirma les fiefs d'Autriche et de Styrie à Albert de Habsbourg. En échange de cette concession, il obtint d'Albert les regalia du Saint-Empire. 
Même dans sa politique étrangère, il s'affirma avec aplomb : en 1294, il conclut un pacte anti-français avec le roi Édouard Ier d'Angleterre provoquant la guerre de Guyenne ; cette alliance était notamment due au travail intense du comte Gui de Dampierre qui, après la guerre de Succession de Flandre, se battait pour ne plus dépendre du roi Philippe IV le Bel. Adolphe se prépara à en découdre. Cependant, le pape Boniface VIII  lui ordonna de préserver la paix, sous peine d’excommunication .
Afin de renforcer sa position dans l'Empire, Adolphe acheta au margrave Albert II le Dégénéré le landgraviat de Thuringe et il saisit également la marche de Misnie ; pour cela, il se servit du fait que les souverains de la maison de Wettin étaient entrés en conflit entre eux pour leurs possessions. L'augmentation du pouvoir d’Adolphe de Nassau suscita le mécontentement des princes, notamment dans les territoires attenants de Saxe-Wittemberg, de Brandebourg et de Bohême. L'archevêque de Mayence, Gerhard II d'Eppstein, rejoignit le groupe.
En 1298, la situation devint très inquiétante pour Adolphe de Nassau. Venceslas II de Bohême et Albert d'Autriche mirent un terme définitif à leur conflit et commencèrent à préparer l'élection d'Albert. L'archevêque Gerhard II de Mayence essaya de jouer les bons offices entre les deux parties, mais sans succès. En juin 1298, Gerhard rencontra le duc de Saxe et les margraves de Brandebourg ; en fin de compte, ils introduisirent un recours contre Adolphe, basé sur la double rupture de la paix en Thuringe et des promesses qu'il avait faites aux princes-électeurs.

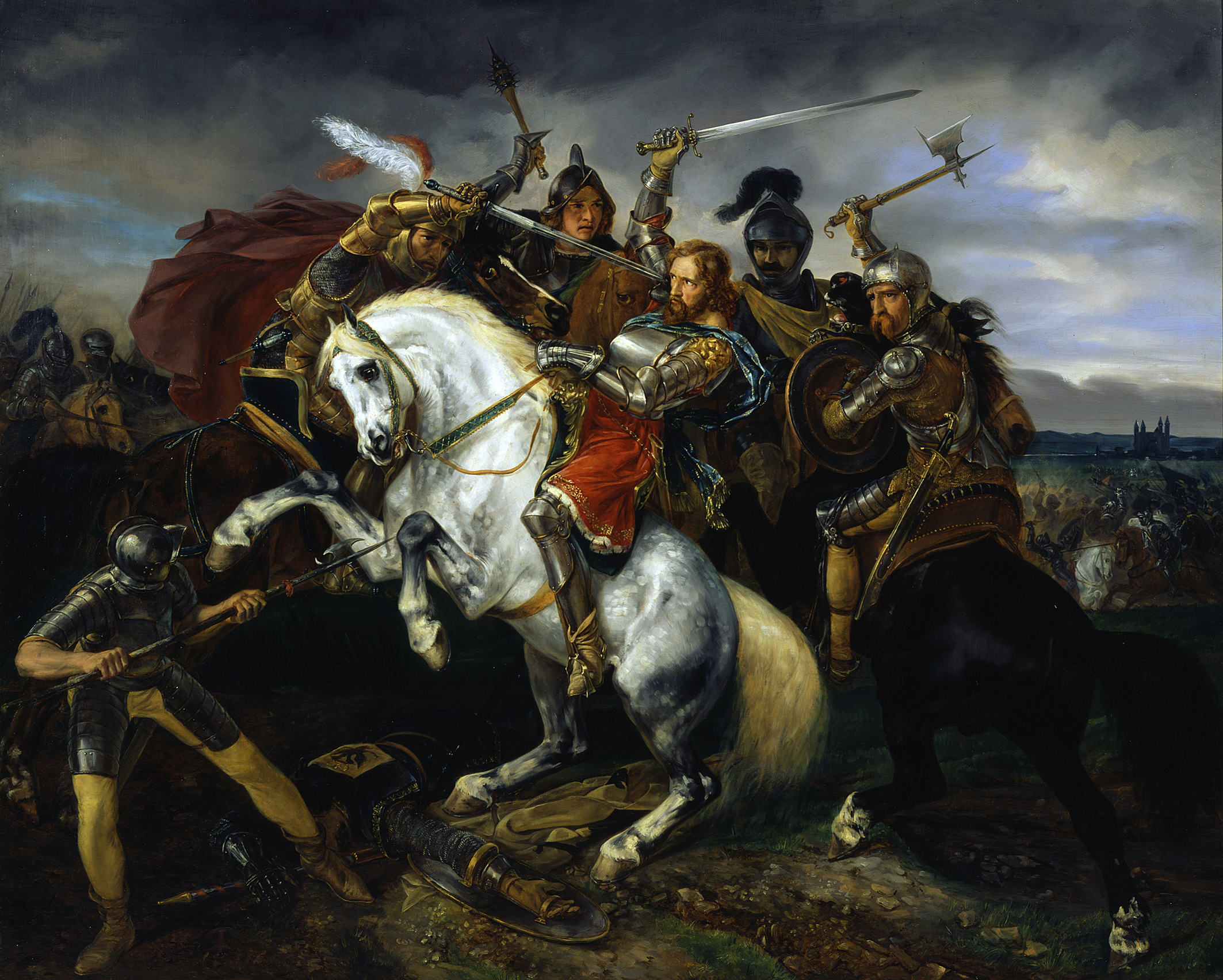
La mort d'Adolphe de Nassau, peinture par Simon Meister, 1829.

Contre leur serment également, les princes-électeurs optèrent en faveur de la destitution d’Adolphe de Nassau. S'appuyant sur leur droit de vote, ils le déclarèrent indigne de l’Empire, prenant modèle sur la sentence solennelle de déposition de l'empereur Frédéric II par le pape Innocent IV. Fait remarquable, cette fois, le pape ne prit pas part à la procédure. Adolphe fut déposé par la Diète d'Empire à Mayence le 23 juin 1298. Albert de Habsbourg, élu à sa place, gagna ensuite la bataille de Göllheim, près du mont Tonnerre dans le Palatinat, le 2 juillet 1298, au cours de laquelle Adolphe fut tué.
Il fut inhumé dans l'abbaye toute proche de Rosenthal puis, avec l'accord du roi Henri VII de Luxembourg en 1309, transféré à la cathédrale de Spire, au côté de son rival Albert qui avait été assassiné en 1308. Un nouveau monument, œuvre de Landolin Ohmacht sur le projet de Leo von Klenze, y fut bâti en 1824, selon le désir du duc Guillaume de Nassau. Une autre statue d'Adolphe, conçue par Anton Dominik Fernkorn en 1858, se trouve dans l'entrée.
Les paroles van keizerlijken stam (« d'ascendance impériale ») de l'hymne national néerlandais Wilhelmus van Nassouwe se réfèrent à la filiation de Guillaume Ier d'Orange-Nassau (1533-1584), à l'égard du roi Adolphe.

## Mariage et descendance
En 1271, Adolphe épouse Imagine d'Isembourg-Limbourg (décédée après 1313), fille du comte Gerlier Ier d'Isemburg-Limburg.
Huit enfants sont nés de cette union :
- Henri ;
- Adélaïde, (décédée en 1338), elle fut abbesse à Karenthal ;
- Imagina ;
- Robert VI (décédé en 1305), il épousa Agnès de Bohème, fille du duc Venceslas II de Bohême ;
- Mathilde (1280-1323), en 1294 elle épousa le duc Rodolphe Ier du Palatinat (1274-1319), fils de Louis II de Bavière ;
- Gerlier Ier, comte de Nassau-Wiesbaden ;
- Adolphe (1292-1294) ;
- Valéran III (1294-1324), co-comte de Nassau-Wiesbaden de 1298 à 1324.